# Jean-Pierre Boyer

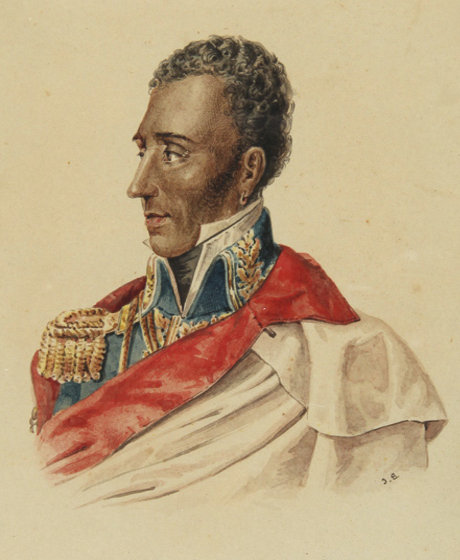
Jean-Pierre Boyer.

Jean-Pierre Boyer, född 28 februari 1776 i Port-au-Prince i Haiti, död 9 juli 1850 i Paris i Frankrike, var Haitis president 30 mars 1818 – 4 april 1843.
Boyer var mulatt, och tillhörde de välbeställda på Hispaniola, och fick en god uppfostran i Frankrike. Han deltog i revolutionen på Haiti 1793, samt i striderna mot britterna 1794. 1798 förblev han lojal med franska regeringen då denna 1798 fördrevs från ön av François Toussaint l'Ouverture. Boyer återvände 1802 och kämpade tillsammans med Alexandre Sabès Pétion och Henri Christophe mot Jean-Jacques Dessalines, vilken utropat sig till kejsare. Efter dennes fall 1806 utbröt inbördeskrig mellan segrarna, och Boyer anslöt sig till Pétion som gjorde sig till president på sydvästra delen av Hispaniola. Efter Pétions död 1818 blev Boyer hans efterträddare som president, och efter ett uppror mot Henri Christophe som styrde nordvästra delen av ön blev han president även där. Efter östra Hispaniolas uppror mot spanjorerna 1822 lyckades han göra sig till president även där. 1825 köpte han Frankrikes erkännande av öns självständighet, men störtades 1843 och tvingades fly till Jamaica, och därifrån vidare till Frankrike.